# Saint-Estève
Saint-Estève (en catalán: Sant Esteve del Monestir) es una localidad y comuna francesa, situada en el departamento de Pirineos Orientales, región de Languedoc-Rosellón y comarca histórica del Rosellón.
Sus habitantes reciben el gentilicio de stéphanois en francés o estevencs en catalán.

## Demografía
| 2589 | 5370 | 8492 | 9856 | 9810 | 11 066 |
| Para los censos de 1962 a 1999 la población legal corresponde a la población sin duplicidades (Fuente: INSEE [Consultar]) |      |      |      |      |        |

## Lugares de interés
- La abadía de Saint-Étienne de Saint-Estève, románica del siglo XI